# Bude (Misisipi)
Bude es un pueblo del Condado de Franklin, Misisipi, Estados Unidos. Según el censo de 2000 tenía una población de 1.037 habitantes.

## Demografía
Según el censo de 2000, había 1.037 personas, 426 hogares y 270 familias residiendo en la localidad. La densidad de población era de 284,0 hab./km². Había 505 viviendas con una densidad media de 138,3 viviendas/km². El 44,17% de los habitantes eran blancos, el 55,06% afroamericanos, el 0,48% amerindios y el 0,29% pertenecía a dos o más razas. El 0,48% de la población eran hispanos o latinos de cualquier raza.
Según el censo, de los 426 hogares en el 35,2% había menores de 18 años, el 34,7% pertenecía a parejas casadas, el 24,2% tenía a una mujer como cabeza de familia, y el 36,4% no eran familias. El 34,5% de los hogares estaba compuesto por un único individuo, y el 17,1% pertenecía a alguien mayor de 65 años viviendo solo. El tamaño promedio de los hogares era de 2,43 personas, y el de las familias de 3,15.
La población estaba distribuida en un 30,4% de habitantes menores de 18 años, un 9,9% entre 18 y 24 años, un 26,6% de 25 a 44, un 19,4% de 45 a 64, y un 13,7% de 65 años o mayores. La media de edad era 35 años. Por cada 100 mujeres había 83,5 hombres. Por cada 100 mujeres de 18 años o más, había 77,4 hombres.
Los ingresos medios por hogar en la localidad eran de 16.125 dólares ($), y los ingresos medios por familia eran 25.000 $. Los hombres tenían unos ingresos medios de 24.063 $ frente a los 15.921 $ para las mujeres. La renta per cápita para la ciudad era de 10.058 $. El 32,2% de la población y el 30,5% de las familias estaban por debajo del umbral de pobreza. El 41,5% de los menores de 18 años y el 26,1% de los habitantes de 65 años o más vivían por debajo del umbral de pobreza.

## Geografía
Según la Oficina del Censo de los Estados Unidos, la localidad tiene un área total de 3,7 km², todos ellos correspondientes a tierra firme.